# 平安镇 (庆安县)
平安镇，是中华人民共和国黑龙江省绥化市庆安县下辖的一个乡镇级行政单位。

## 行政区划
平安镇下辖以下地区：
升平村、永平村、安平村、太平村、和平村和民族村。